# Sông Benue

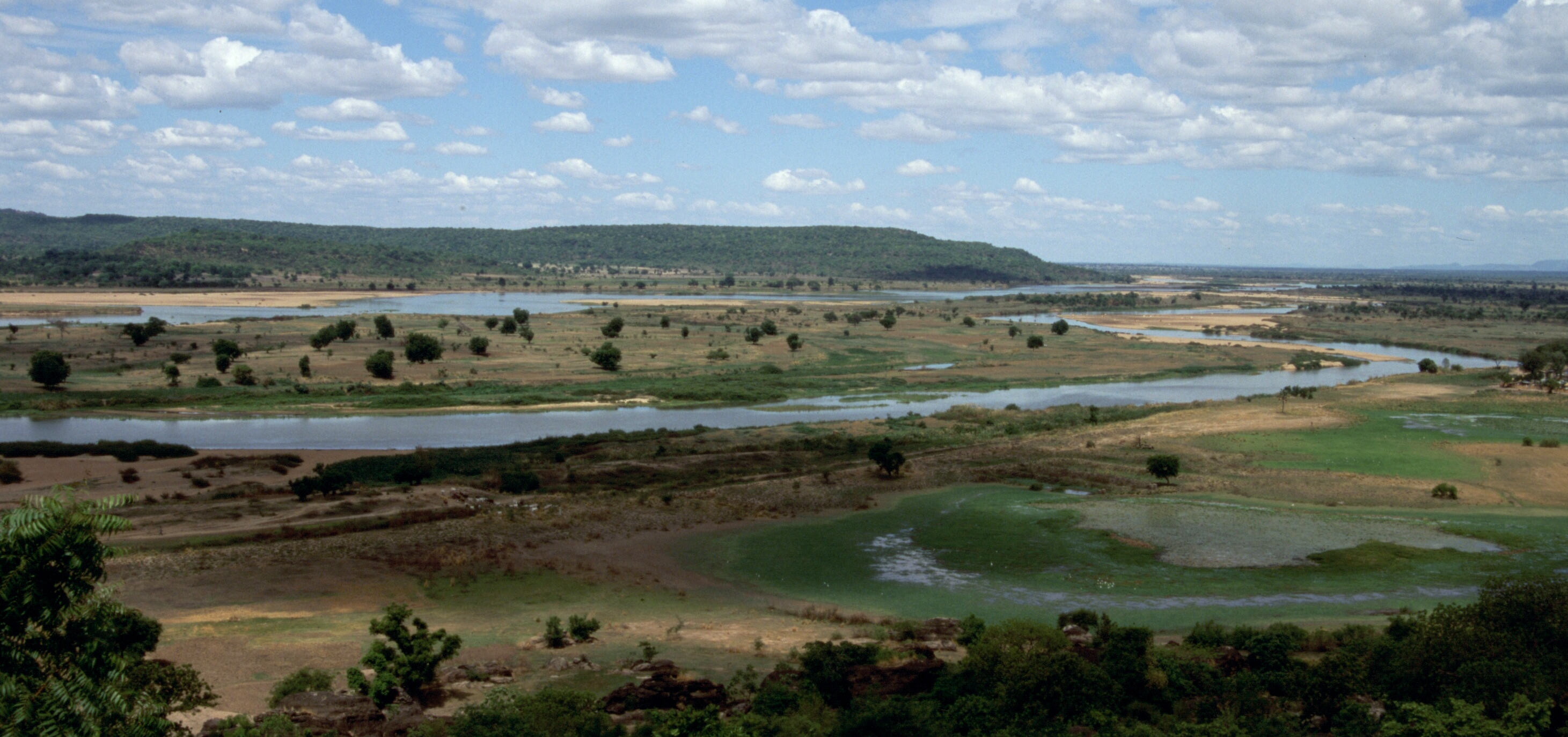
Sông Benue nhìn từ Jimeta.

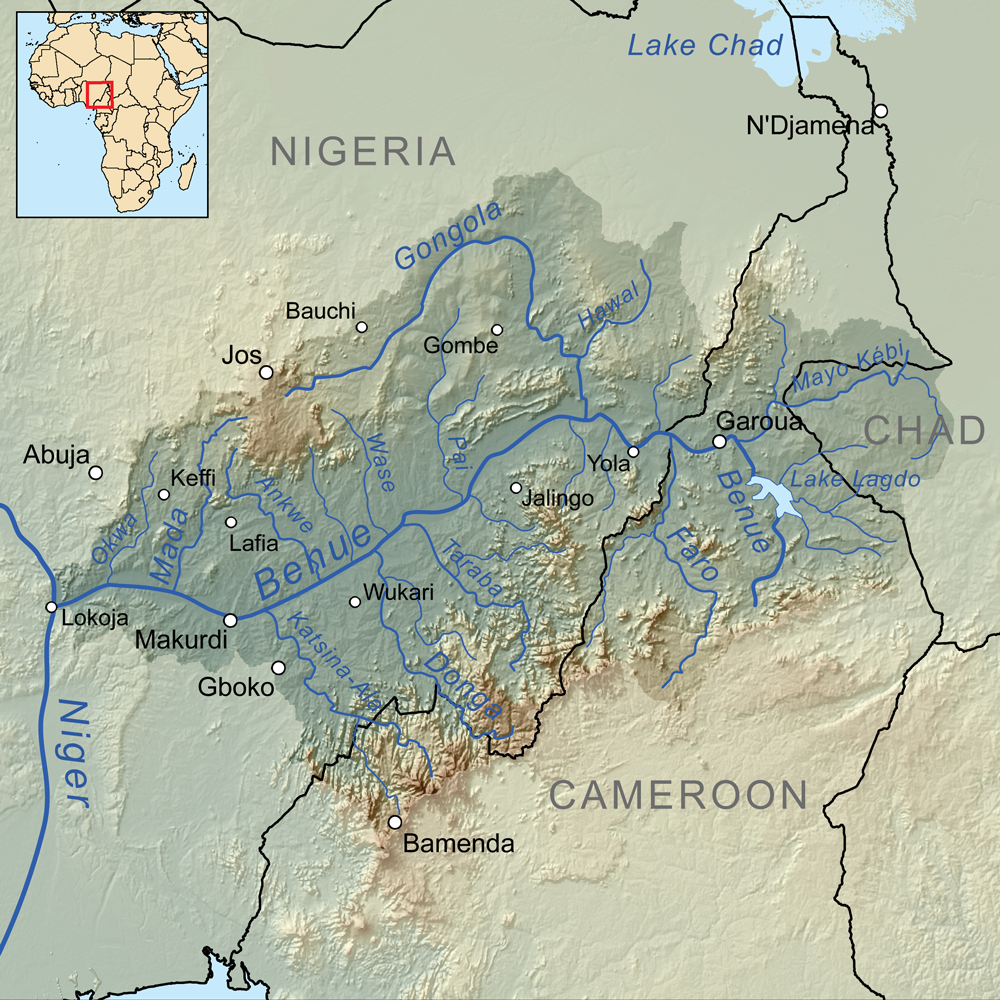
Lưu vực sông Benue.

Sông Benue (tiếng Anh: Benue River, tiếng Pháp: la Bénoué), trước đây gọi là sông Chadda hay Tchadda, là một chi lưu chính của sông Niger. Sông Benue dài xấp xỉ 1.400 kilômét (870 mi) và tàu thuyền gần như đều có thể đi trên sông trong những tháng mùa hè. Do vậy, sông là một tuyến đường giao thông quan trọng tại những khu vực mà nó chảy qua.
Sông Benue bắt nguồn từ cao nguyên Adamawa ở bắc bộ Cameroon, từ đây sông chảy về phía tây, qua đô thị Garoua và hồ chừa Lagdo, tiến vào Nigeria ở phía nam dãy núi Mandara, và qua Jimeta, Ibi và Makurdi trước khi gặp sông Niger tại Lokoja.
Các chi lưu lớn nhất của sông Benue là sông Gongola và Mayo Kébbi- hết nối Benue với sông Logone (thuộc hệ thống sông đổ vào hồ Chad) trong các trận lũ. Các chi lưu khác là sông Taraba và sông Katsina Ala.
Tại điểm hợp lưu, Benue vượt quá Niger nếu xét về dung tích (lưu lượng trung bình trước 1960: 3400 m³/s vs. 2500 m³/s). Trong các thập kỷ sau đó, lưu lượng của cả hai sông suy giảm đáng kể do các công trình thủy lợi.